# Eparchia di Ismailia
L'eparchia di Ismailia (in latino: Eparchia Ismailiensis) è una sede della Chiesa cattolica copta suffraganea del patriarcato di Alessandria dei Copti. Nel 2021 contava 10.260 battezzati. È retta dall'eparca Pola Ayoub Matta Usama Shafik Akhnoukh.

## Territorio
L'eparchia comprende la città di Ismailia e la penisola del Sinai.
A Ismailia si trova la cattedrale di San Marco.
Il territorio è suddiviso in 16 parrocchie.

## Storia
L'eparchia è stata eretta il 17 dicembre 1982, ricavandone il territorio dall'eparchia di Alessandria.

## Cronotassi dei vescovi
Si omettono i periodi di sede vacante non superiori ai 2 anni o non storicamente accertati.
- Athanasios Abadir † (17 dicembre 1982 - 25 maggio 1992 deceduto)
- Youhannes Ezzat Zakaria Badir † (23 novembre 1992 - 23 giugno 1994 nominato eparca di Luxor)
- Makarios Tewfik (23 giugno 1994 - 14 giugno 2019 dimesso)
- Danial Lofty Khella (29 giugno 2019 - 23 settembre 2022 nominato eparca di Assiut)[1]
- Pola Ayoub Matta Usama Shafik Akhnoukh, dal 31 marzo 2023

## Statistiche
L'eparchia nel 2021 contava 10.260 battezzati.
| anno | popolazione | popolazione | popolazione | presbiteri | presbiteri | presbiteri | presbiteri                | diaconi | religiosi | religiosi | parrocchie |
| anno | battezzati  | totale      | %           | numero     | secolari   | regolari   | battezzati per presbitero | diaconi | uomini    | donne     | parrocchie |
| ---- | ----------- | ----------- | ----------- | ---------- | ---------- | ---------- | ------------------------- | ------- | --------- | --------- | ---------- |
| 1990 | 5.000       | ?           | ?           | 6          | 6          |            | 833                       |         |           | 7         | 9          |
| 1999 | 6.500       | ?           | ?           | 7          | 6          | 1          | 928                       |         | 1         | 59        | 13         |
| 2000 | 6.500       | ?           | ?           | 7          | 6          | 1          | 928                       |         | 1         | 63        | 13         |
| 2001 | 6.500       | ?           | ?           | 9          | 6          | 3          | 722                       | 1       | 3         | 61        | 13         |
| 2002 | 6.500       | ?           | ?           | 9          | 7          | 2          | 722                       | 1       | 4         | 62        | 12         |
| 2003 | 6.700       | ?           | ?           | 10         | 8          | 2          | 670                       |         | 3         | 62        | 14         |
| 2004 | 6.700       | ?           | ?           | 10         | 8          | 2          | 670                       |         | 3         | 65        | 14         |
| 2006 | 7.000       | ?           | ?           | 12         | 9          | 3          | 583                       | 1       | 3         | 68        | 14         |
| 2009 | 7.700       | ?           | ?           | 15         | 11         | 4          | 513                       | 2       | 4         | 61        | 15         |
| 2013 | 8.000       | ?           | ?           | 17         | 13         | 4          | 470                       | 3       | 6         | 60        | 15         |
| 2016 | 10.000      | ?           | ?           | 18         | 15         | 3          | 555                       | 3       | 7         | 62        | 16         |
| 2019 | 10.000      | ?           | ?           | 20         | 16         | 4          | 500                       | 2       | 5         | 57        | 16         |
| 2021 | 10.260      | ?           | ?           | 20         | 16         | 4          | 513                       | 2       | 5         | 57        | 16         |